# Last Autumn’s Dream
Last Autumn’s Dream — третий студийный альбом британской прогрессив-рок-группы Jade Warrior, записанный в 1972 году и выпущенный лейблом Vertigo Records (VEL-1012), который вскоре после релиза расторг с группой контракт.

## История
Last Autumn’s Dream стал первым альбомом группы, в записи которого принял участие брат Тони Дьюига, Дэвид (англ. David Duhig), исполнивший гитарные партии и ставший соавтором песни «The Demon Trucker».
Обложку альбома оформил Джон Филд, использовавший живопись Кунио Хагио (англ. Kunio Hagio).

### Синглы
Из альбома было выпущено два сингла: «A Winter’s Tale» (Vertigo 108, в Великобритании) и «The Demon Trucker» (Vertigo 6059 069, в Голландии). Рецензент Allmusic Дэйв Томпсон считает, что сингл заслуживал бы стать хитом: это «великолепная песня, один из лучших танцевальных номеров своего времени». В остальном, на его взгляд, альбом составлен из «наиболее полно реализованных песен (именно песен, а не звуковых коллажей или симфоний) в карьере группы», хоть и требует вдумчивого прослушивания и «привыкания».
Те, кто знакомятся с творчеством группы впервые, заключает Томпсон, должны иметь в виду: «Last Autumn’s Dream — последний из трёх её действительно существенно важных альбомов».

## Список композиций
Все песни написаны участниками Jade Warrior, кроме «The Demon Trucker» (Jade Warrior & David Duhig)
1. «A Winter’s Tale» — 5:06
2. «Snake» — 2:55
3. «Dark River» — 6:26
4. «Joanne» — 2:50
5. «Obedience» — 3:12
6. «Morning Hymn» — 3:36
7. «May Queen» — 5:22
8. «The Demon Trucker» — 2:34
9. «Lady Of The Lake» — 3:17
10. «Borne On The Solar Wind» — 3:02

## Издания
- 1972 — Vertigo, VEL-1012 (LP)
- 1988 — Line Records, LICD 9.00563 (CD)
- 2000 — Background (Hi-Note Music), HBG.123/13 (CD, ремастеринг)
- 2005 — Air Mail Archive, AIRAC-1128 (CD, 24-bit-ремастеринг, mini-LP)
- 2007 — Repertoire, REPUK 1104 (CD, ремастеринг — Eroc, mini-LP)[2]

## Участники записи
- Джон Филд (англ. Jon Field) — флейта, перкуссия, фортепиано, акустическая гитара
- Тони Дьюиг (англ. Tony Duhig) — электрогитара
- Глин Хавард (англ. Glyn Havard) — бас-гитара, акустическая гитара, вокал
- Алан Прайс (англ. Allan Price) — ударные
- Дэвид Дьюиг (англ. David Duhig) — электрогитара[2]